# Pediobius puertoricensis
Pediobius puertoricensis är en stekelart som beskrevs av Schauff 1998. Pediobius puertoricensis ingår i släktet Pediobius och familjen finglanssteklar.
Artens utbredningsområde är Puerto Rico. Inga underarter finns listade i Catalogue of Life.